# 웨스턴크리크구

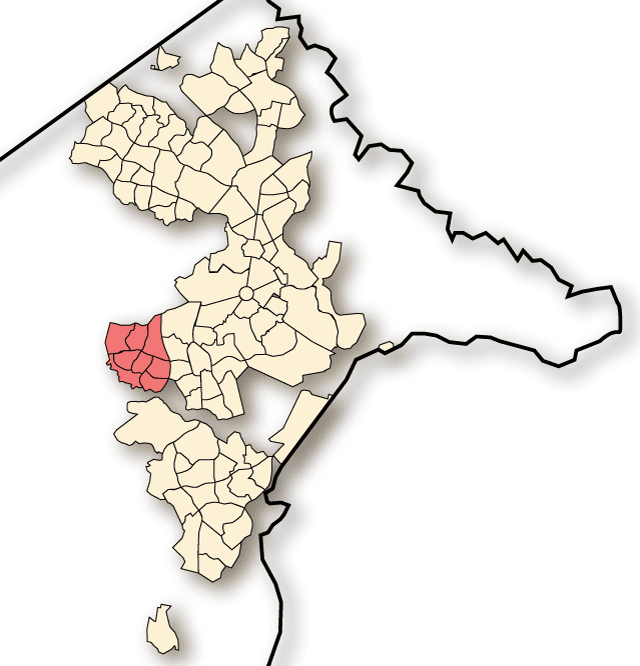
웨스턴크리크 구의 위치

웨스턴크리크구(영어: District of Weston Creek)는 오스트레일리아 오스트레일리아 수도 준주의 행정 구역이다. 넓이는 15.8km2이고, 인구는 2011년 기준으로 22,746명이다. 캔버라시티(Canberra City)에서 남서쪽으로 13km 정도 떨어진 곳에 위치한다. 1970년대에 개발되었다.

## 행정 구역
8개 동이 있다.
- 웨스턴 동
- 워라맹가 동
- 더피 동
- 챕맨 동
- 피셔 동
- 홀더 동
- 리벳 동
- 스털링 동

## 같이 보기
- 캔버라